# Francisco de Andrade (velejador)
Francisco de Andrade (15 de julho de 1923) é um ex-velejador português.
Obteve a medalha de bronze nos Jogos Olímpicos de 1952 em Helsinque na Classe Star juntamente com Joaquim Fiúza.